# Vasili Vasilievski
Vasili Grigórievich Vasilievski, a veces transliterado como Vasilievsky o, al alemán, Wasiliewski (en ruso: Васи́лий Григо́рьевич Василье́вский; 2 de febrero de 1838 – 25 de mayo de 1899), fue un historiador ruso que fundó la escuela de estudios medievales de San Petersburgo y fue una figura importante en los estudios bizantinos durante la segunda mitad del siglo XIX.
Hijo de un sacerdote rural, Vasilievski nació el 2 de febrero de 1838. Se graduó con honores en la Universidad de San Petersburgo en 1860, donde fue nombrado profesor y fue elegido miembro de la Academia de Ciencias de Rusia en 1890.
Vasilievski editó la Revista del Ministerio de Educación antes de fundar, en 1894, el Vizantiski Vremennik, que sigue siendo el principal órgano de estudios bizantinos en Rusia hasta el día de hoy. Fue el primero en publicar muchas fuentes griegas medievales relacionadas con la historia de Rusia (Bizancio y los Pechenegos, 1872). También fue pionero en la investigación de la historia agraria de Bizancio y su sistema fiscal (Legislación Iconoclasta, 1878).
Vasilievski falleció en Florencia el 25 de mayo de 1899. Sus obras completas fueron publicadas en cuatro volúmenes entre 1908 y 1930. El Diccionario Enciclopédico Brockhaus y Efron (1890-1906) señaló que "casi todos los bizantinistas modernos son discípulos de Vasilievski". El más destacado de sus alumnos fue Aleksandr Vasiliev (1867-1953).